# Eclissi solare del 1º giugno 2076
L'Eclissi solare del 1º  giugno 2076 è un evento astronomico che avrà luogo il suddetto giorno attorno alle ore 17:31 UTC.

## Eclissi correlate

### Eclissi solari 2076 - 2079
Questa eclissi è un membro di una serie semestrale. Un'eclissi in una serie semestrale di eclissi solari si ripete approssimativamente ogni 177 giorni e 4 ore (un semestre) in nodi alternati dell'orbita della Luna.

### Ciclo di Saros 119
L'evento fa parte del ciclo di Saros 119, che si ripete ogni 18 anni, 11 giorni, contenente 71 eventi. La serie è iniziata con l'eclissi solare parziale il 15 maggio 850 d.C. Contiene eclissi totali il 9 agosto 994 d.C. e il 20 agosto 1012 con un'eclissi ibrida il 31 agosto 1030. Comprende eclissi anulari dal 10 settembre 1048 al 18 marzo 1950. La serie termina al membro 71 con un'eclissi parziale il 24 giugno 2112. La durata più lunga della totalità è stata di soli 32 secondi il 20 agosto 1012. La durata più lunga di una eclissi anulare della serie è stata di 7 minuti e 37 secondi il 1º settembre 1625. La durata più lunga di una eclissi ibrida è stata di soli 18 secondi, il 31 agosto 1030.